# Fotografia wielkoformatowa
Fotografia wielkoformatowa – fotografia tzw. aparatami wielkoformatowymi, czyli dającymi obraz w formacie co najmniej 4×5 cala (9×12 cm). Specyficzna konstrukcja tych aparatów pozwala na sterowanie płaszczyzną ostrości (reguła Scheimpfluga) oraz korygowanie zbieżnych linii przy fotografowaniu architektury.